# Yoshiaki Ōta
Yoshiaki Ōta (太田 吉彰?, Ōta Yoshiaki; Hamamatsu, 11 giugno 1983) è un ex calciatore giapponese, di ruolo centrocampista.